# 대한민국 형법 제12조
대한민국 형법 제12조는 강요된 행위에 대한 형법총론의 조문이다.

## 조문
제12조(강요된 행위) 저항할 수 없는 폭력이나 자기 또는 친족의 생명 신체에 대한 위해를 방어할 방법이 없는 협박에 의하여 강요된 행위는 벌하지 아니한다.

第12條(强要된 行爲) 抵抗할 수 없는 暴力이나 自己 또는 親族의 生命, 身體에 對한 危害를 防禦할 方法이 없는 脅迫에 依하여 强要된 行爲는 罰하지 아니한다.

## 사례
- 조커가 베트맨에게 다리를 폭파하지 않으면 시내에서 핵폭탄을 터트리겠다고 하여 다리를 폭파한 경우 베트맨은 강요된 행위로 무죄가 될 수 있다.
- 상부의 지시로 데모학생을 구금하고 한 고문은 비록 상관명령에 따라야 하는 분위기 등을 고려하더라도 강요된 행위로 볼 수 없다.

## 판례
- 직장의 상사가 범법행위를 하는데 가담한 부하에게 직무상 지휘, 복종관계에 있다 하여 범법행위에 가담하지 않을 기대가능성이 없다고 할 수 없다[1]
- 상관명령에의 절대 복종이 불문률로 되어 있는 경우 위법명령에 따른 행위가 강요된 행위라고 볼 수 없다[2]
- 성장교육과정을 통하여 형성된 내재적인 관념 내지 확신으로 인하여 행위자 스스로의 의사결정이 사실상 강제되는 결과를 낳게 하는 경우는 형법 제12조에서 말하는 강요된 행위에 해당하지 아니한다.[3]
- 형법 제12조의 강요된 행위란 저항할 수 없는 폭력이나 생명, 신체에 위해를 가하겠다는 협박 등 다른 사람의 강요에 의하여 이루어진 행위를 의미한다.[4]

## 같이 보기
- 기대가능성